# Prabudass Krishnan
Prabudass Krishnan (* 30. August 1990) ist ein malaysischer Leichtathlet, der sich auf den Langstreckenlauf spezialisiert hat.

## Sportliche Laufbahn
Erste internationale Erfahrungen sammelte Prabudass Krishnan im Jahr 2017, als er bei den Südostasienspielen in Kuala Lumpur in 14:57,43 min die Silbermedaille im 5000-Meter-Lauf hinter dem Vietnamesen Nguyễn Văn Lai gewann. 2019 stellte er beim Gold-Coast-Halbmarathon mit 1:07:29 h einen neuen Landesrekord auf und im Dezember belegte er bei den Südostasienspielen in Capas in 14:56,75 min den siebten Platz über 5000 Meter. 2023 gelangte er bei den Südostasienspielen in Phnom Penh mit 4:05,13 min auf Rang sieben im 1500-Meter-Lauf. 
2022 wurde Krishnan malaysischer Meister im 5000-Meter-Lauf.

## Persönliche Bestleistungen
- 1500 Meter: 3:54,23 min, 16. April 2022 in Singapur
- 5000 Meter: 14:33,10 min, 12. Mai 2019 in Yokohama
- Halbmarathon: 1:07:00 h, 5. Mai 2021 in Sapporo